# هارو هيروياما
هارو هيروياما (باليابانية: 広山 晴士) (16 يونيو 1971 في آيتشي في اليابان – )؛ هو لاعب كرة قدم سابق كان يلعب كمهاجم.